# Aerzen
Aerzen is een plaats in de Duitse deelstaat Nedersaksen, gelegen in het Landkreis Hamelen-Pyrmont. De gemeente telt 10.557 inwoners.

## Geografie
Aerzen heeft een oppervlakte van 105,06 km² en ligt in het Naturpark Schaumburg-Hameln, direct ten zuidwesten van Hamelen. Bad Pyrmont ligt op zijn beurt weer ten zuidwesten van Aerzen. De kleine zijrivier van de Wezer met de naam Humme doorstroomt Aerzen en Groß Berkel.
Het belangrijkste dorp, dat buiten de hoofdplaats tot de gemeente Aerzen behoort, is Groß Berkel, ten noordoosten daarvan. Dit dorp had in 2017 3.195 inwoners.
De andere dertien Ortsteile zijn:
- het vlek Aerzen zelf (4.178 inw.)
- Dehmke (253 inw.)
- Dehmkerbrock (395 inw.)
- Egge (227 inw.)
- Gellersen (178 inw.)
- Grießem, ten ZW van Aerzen aan de B1 (275 inw.)
- Grupenhagen, ten NW van Aerzen  (435 inw.)
- Herkendorf (249 inw.)
- Königsförde (205 inw.)
- Multhöpen (131 inw.)
- Reher, ten ZW van Aerzen aan de B1 (615 inw.)
- Reine (402 inw. incl. Reinerbeck)
- Reinerbeck, ten ZW van Aerzen
- Selxen (104 inw.)

Het bevolkingscijfer is ontleend aan cijfers uit 2017. Totaal gehele gemeente: 10.850 personen.

## Infrastructuur
Door Aerzen loopt de verkeersader Bundesstraße 1 Barntrup -Hamelen. Openbaar-vervoerreizigers zijn aangewezen op de talrijke schoolbusdiensten, waaronder Bad Pyrmont- Aerzen- Groß Berkel- Hamelen v.v. In de praktijk is openbaar vervoer beperkt tot ritten 1 x 's morgens vroeg en 3 à 4 x 's  middags in de andere richting, waarbij schoolkinderen voorrang hebben als het druk is, terwijl men op dagen, dat de kinderen niet naar school hoeven, op de taxi, de fiets of eigen auto is aangewezen.

## Geschiedenis
Aerzen behoorde in de 12e eeuw tot een klein graafschap Everstein. Vanaf de 15e eeuw was het gebied eerst in handen van het Hertogdom Brunswijk-Lüneburg, en daarna enige tijd van het Prinsbisdom Hildesheim. Het lag op de grens met het Vorstendom Waldeck-Pyrmont. Voortdurend wisselde het gebied door vererving of na oorlogjes van heer. Pas na het ontstaan van het Duitse Keizerrijk in 1871 trad politieke stabiliteit in.

## Toerisme, economie

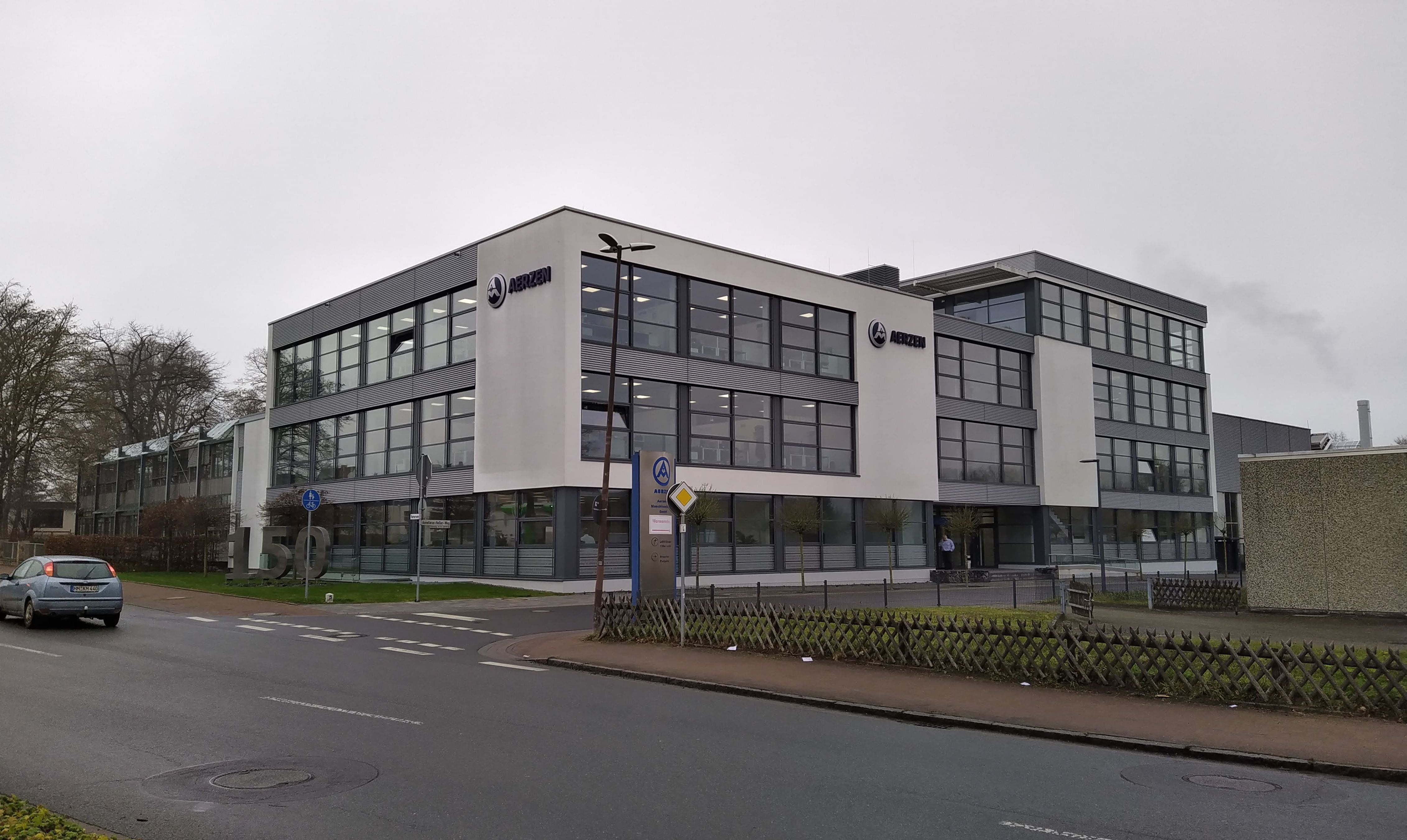
Hoofdkantoor Aerzener Maschinenfabrik

Aerzen ligt fraai tussen de meer dan 300 meter hoge heuvels van het bosrijke Wezerbergland, tussen de bezienswaardige plaatsen Bad Pyrmont en Hamelen in, en het toerisme is dan ook een belangrijke inkomstenbron voor de bevolking. Een aantal kleine tot middelgrote bedrijven in de metaalsector, waarvan een, reeds sinds 1848 bestaande, machinefabriek in Aerzen nog de grootste is, zorgen reeds van oudsher voor werkgelegenheid.

### Bezienswaardige gebouwen
- Kasteel Domänenburg Aerzen (in 1293 voor het eerst vermeld in een oorkonde). In de gebouwen is een cultureel centrum gevestigd.
- Landhuis (Rittergut) Posteholz. Niet van binnen  te bezichtigen.
- Kasteel Schwöbber, in de 16e eeuw gebouwd in opdracht van het bekende geslacht Von Münchhausen. In 2019 in gebruik als luxe hotel. De fraaie tuinen en parken eromheen zijn zeer bezienswaardig.
- De evangelisch-lutherse Mariakerk, bouwjaar 1643 met fraai barok interieur.
- De moderne rooms-katholieke St.-Bonifatiuskerk aan de Hainebuchenweg, bouwjaar 1962/1963.

## Afbeeldingen

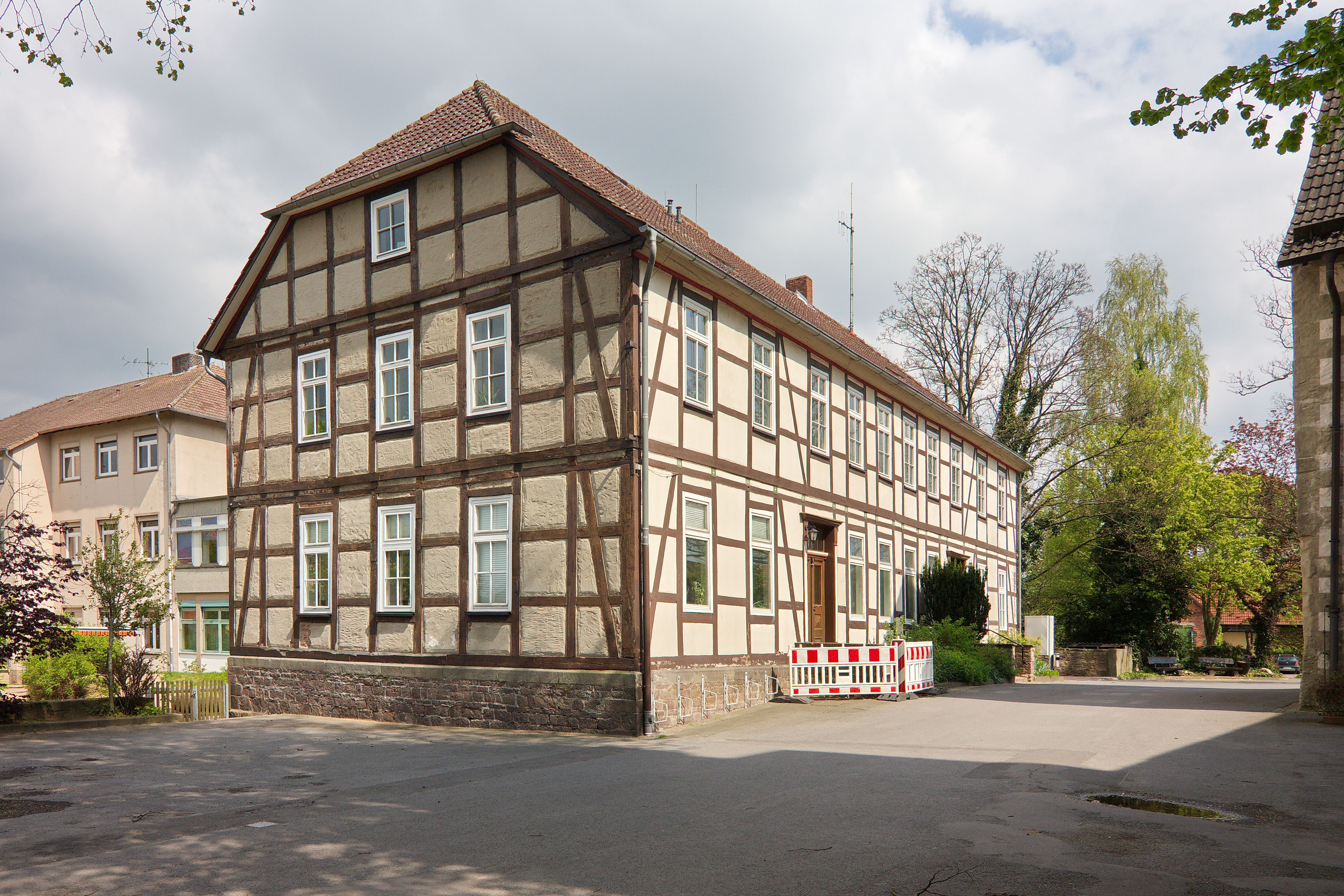
Gemeentehuis
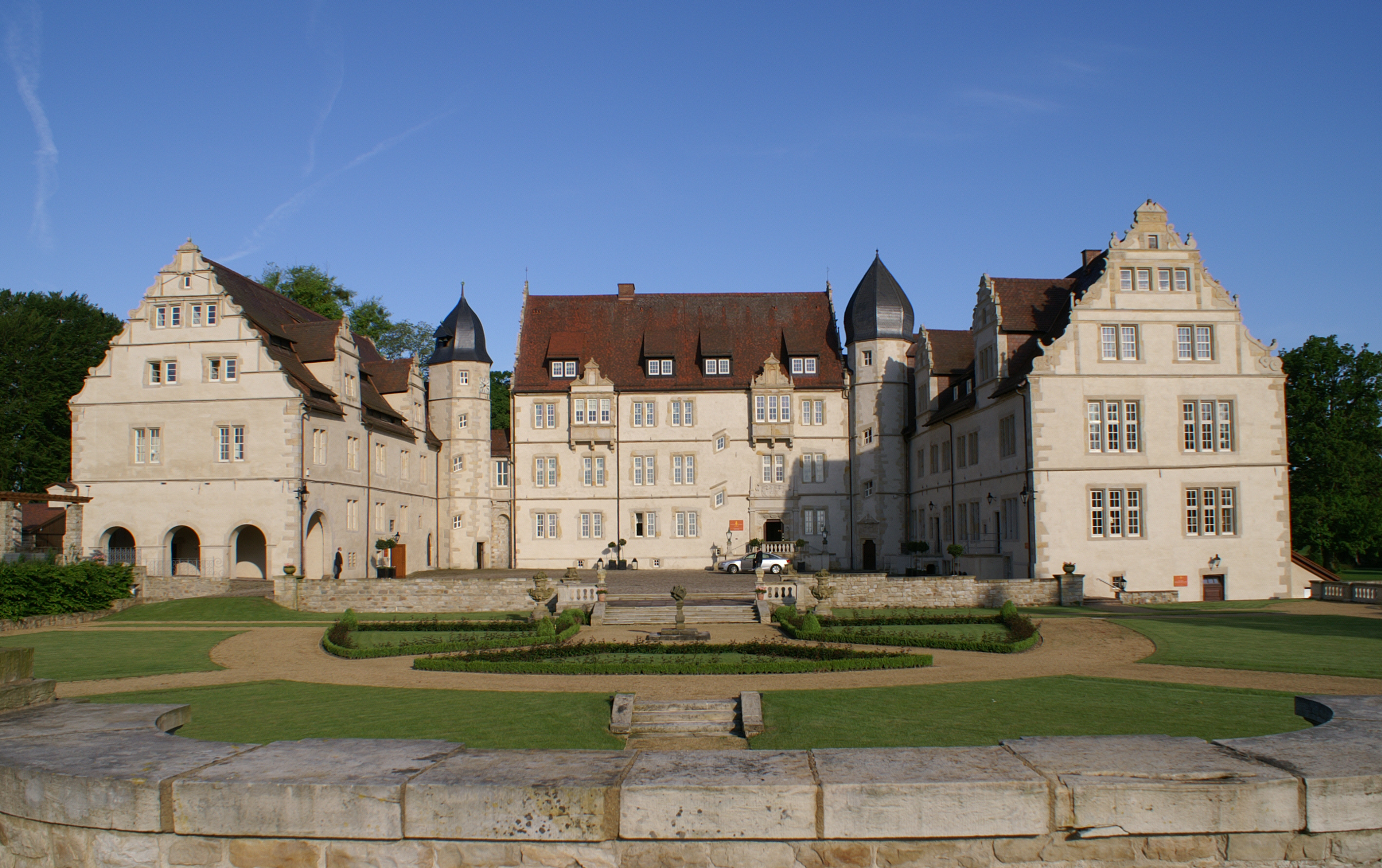
Kasteel Schwöbber bij Aerzen
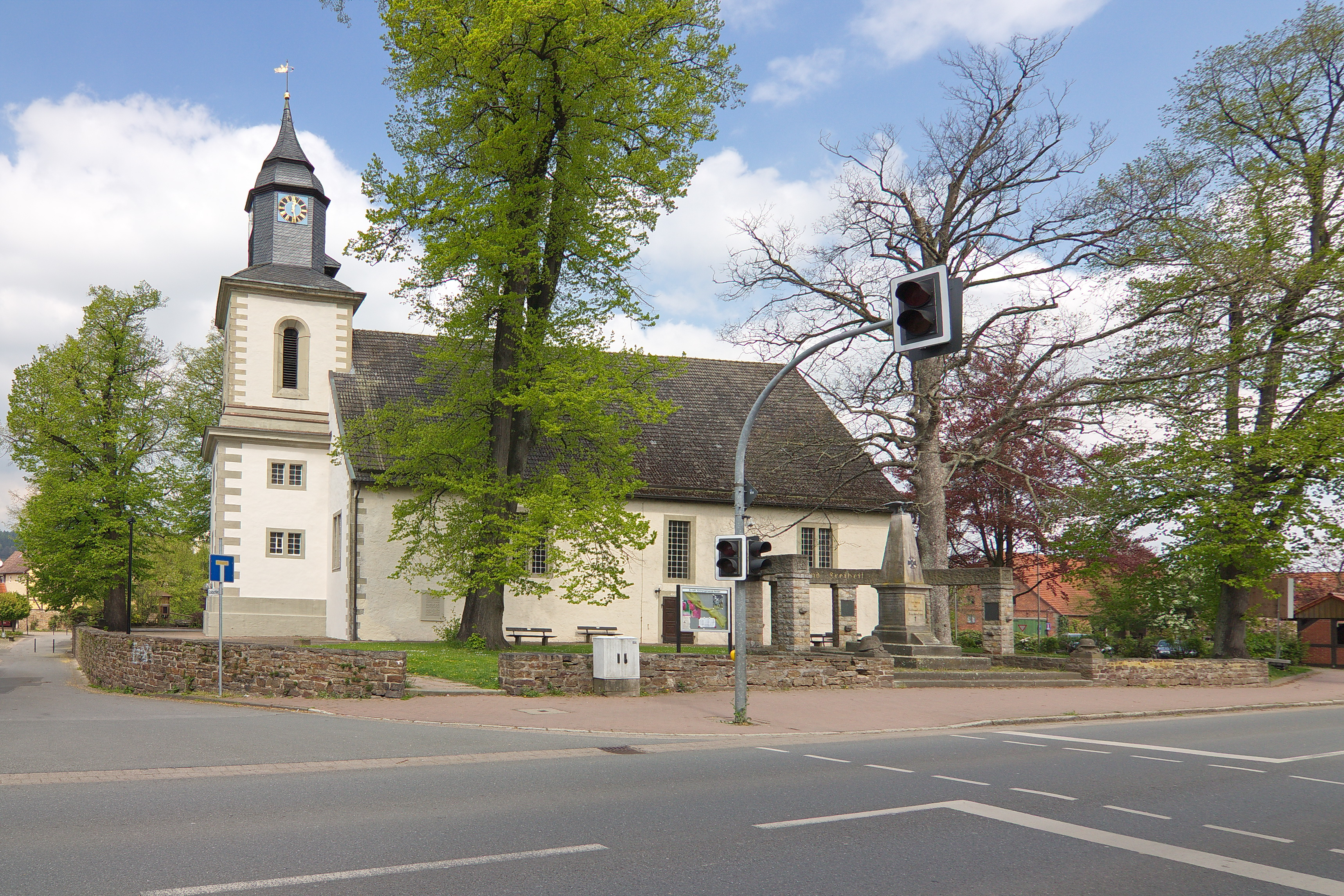
Mariakerk in Aerzen
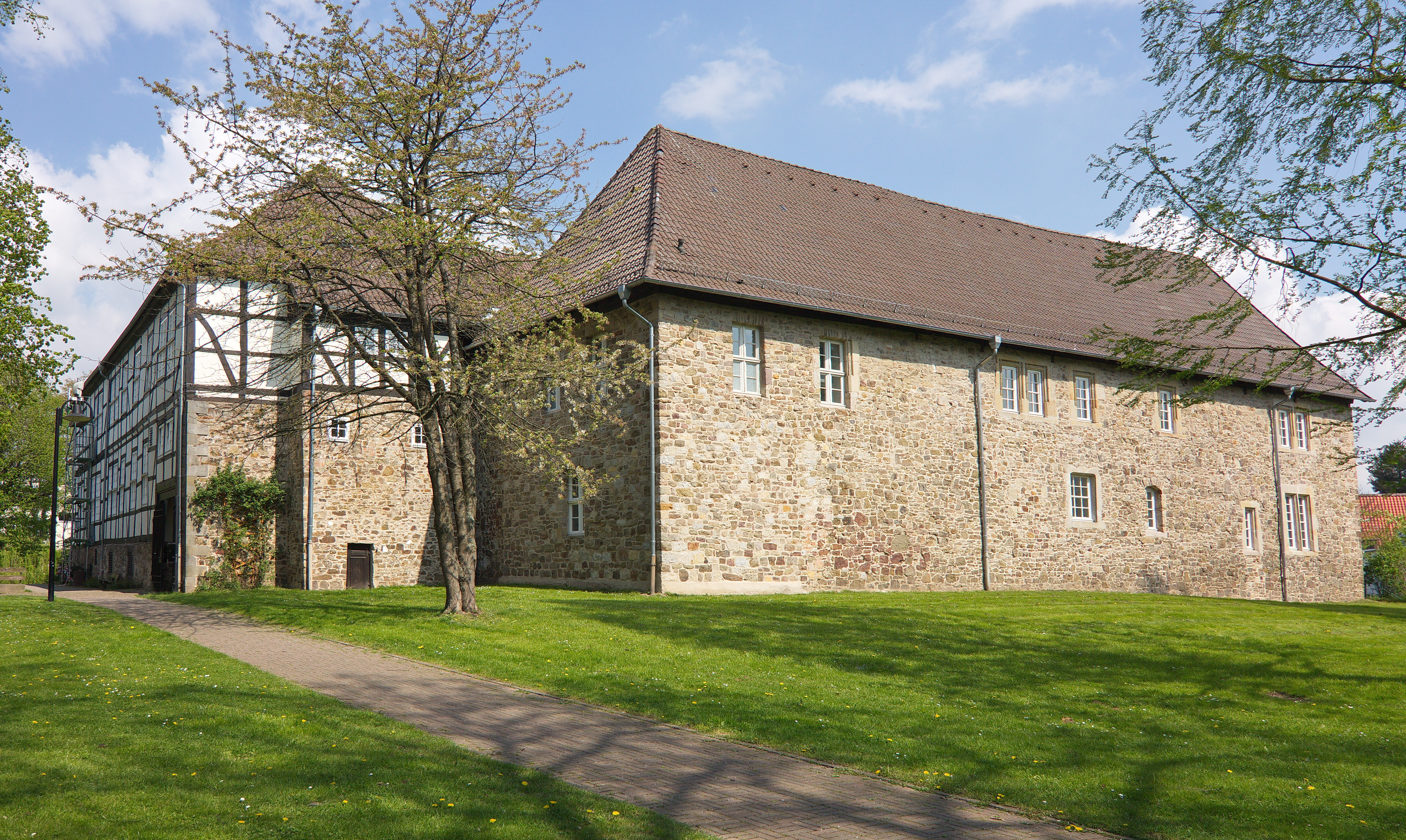
Kasteel Domänenburg Aerzen
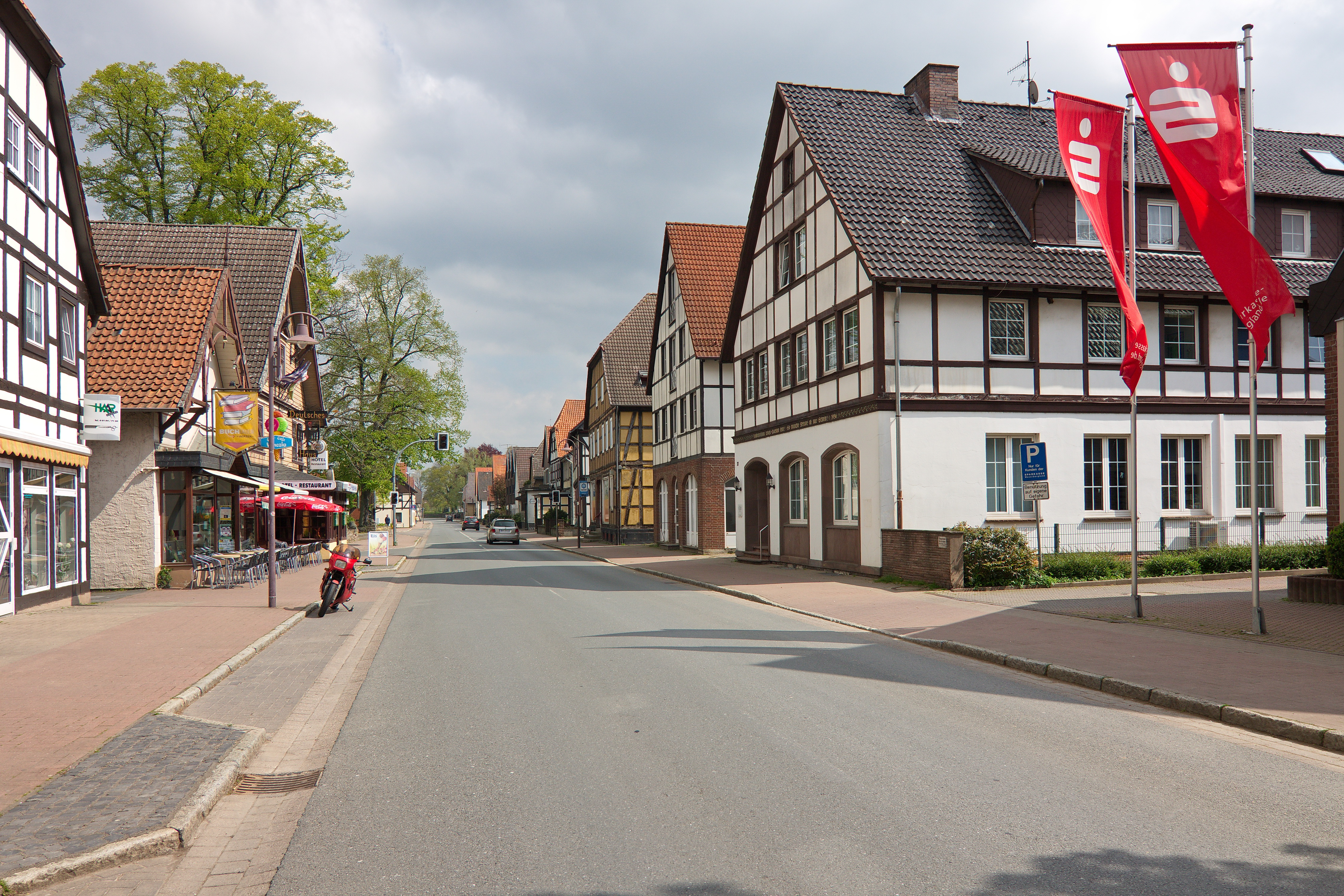
De Osterstraße in Aerzen
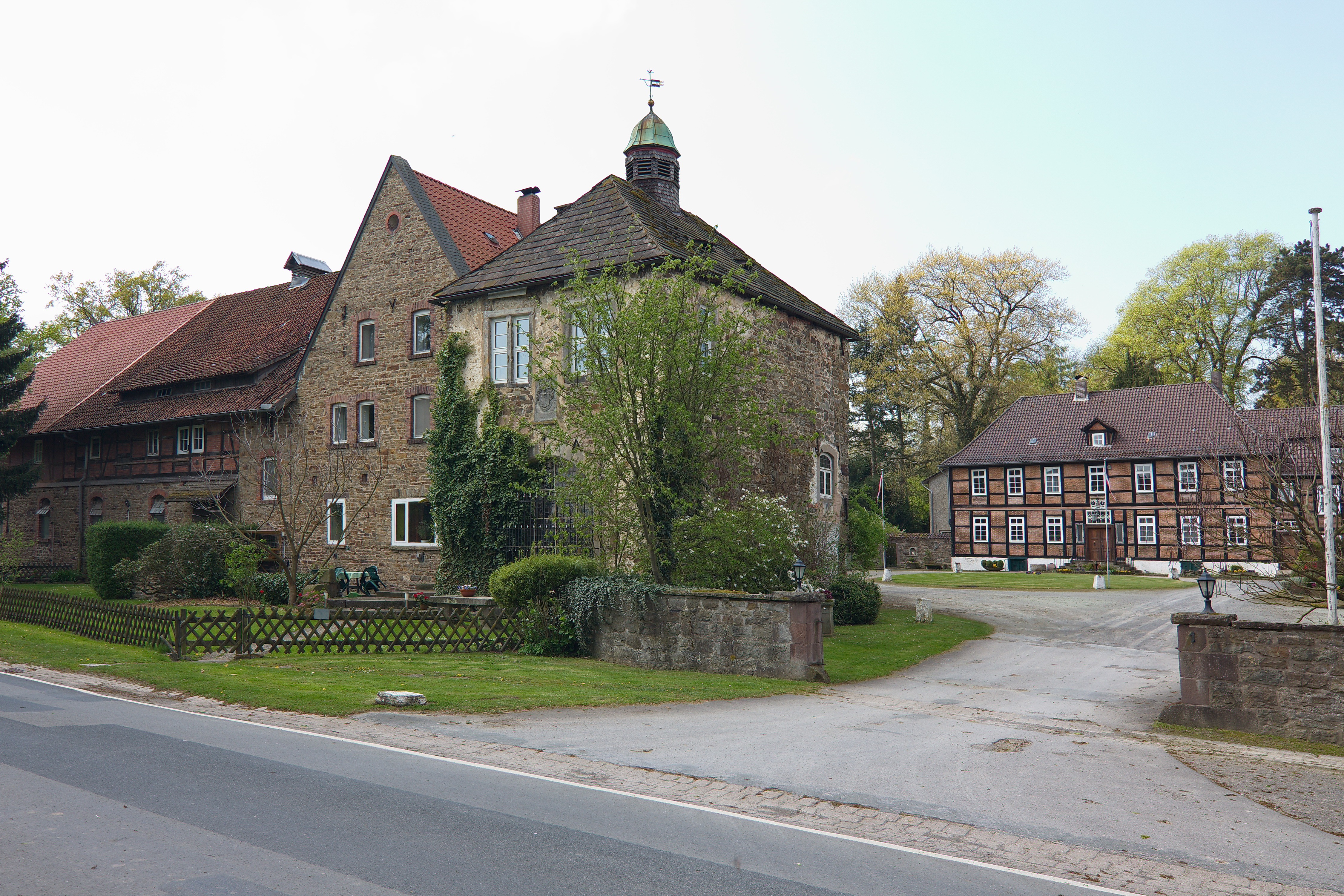
Landhuis Posteholz

- Gemeinsame Normdatei: 4084753-6
- Library of Congress Control Number: n80123603
- Nationale Bibliotheek van Tsjechië: ge967019
- Nationale Bibliotheek van Israël: 987007559784405171
- Virtual International Authority File: 125491727
- WorldCat: E39PBJc3CpKbFvdhHRVhpjJbh3

Aerzen · 
Bad Münder am Deister · 
Bad Pyrmont · 
Coppenbrügge · 
Emmerthal · 
Hamelen · 
Hessisch Oldendorf · 
Salzhemmendorf